# 布爾特涅基市鎮
布爾特涅基市鎮，曾是拉脫維亞的一個市鎮，設立於2006年，2009年拉脫維亞進行行政區重劃，改制為自治市。位於該國北部，人口8657人，面積710.1平方公里，人口密度約12人/km2。
2021年7月1日，布爾特涅基市鎮与其它市镇一起合并为瓦尔米耶拉市镇。

## 外部連結
- 瓦尔米耶拉市镇官方網站 （页面存档备份，存于） （拉脱维亚文） （英文）